# Montellano
Montellano település Spanyolországban, Sevilla tartományban. Montellano El Coronil, Arahal, Morón de la Frontera és Puerto Serrano községekkel határos. Lakosainak száma 7031 fő (2024).

## Népesség
A település népessége az elmúlt években az alábbi módon változott:
| Lakosok száma | 6833 | 6854 | 7037 | 7127 | 7162 | 7092 | 7073 | 7056 | 6976 | 7031 |
|               | 2001 | 2004 | 2007 | 2009 | 2012 | 2014 | 2017 | 2019 | 2022 | 2024 |